# Vulcania
Unter dem Namen Vulcania wurde 2002 der „Europäische Park für Vulkanismus“ in Saint-Ours, Auvergne, Frankreich eröffnet. Der Komplex liegt inmitten des Regionalen Naturparks Volcans d’Auvergne, in der Vulkan-Kette Chaîne des Puys.

## Entstehungsgeschichte
Die Initiative zur Gründung von Vulcania ging 1988 von Katia und Maurice Krafft aus; die Idee wurde allerdings erst mehrere Jahre nach ihrem Tod realisiert. Der frühere Staatspräsident Valéry Giscard d’Estaing trieb die Gründung des Themenparks als Regionalpräsident der Auvergne voran.
Das Museum und die multimedialen Präsentationen befinden sich auf verschiedenen Ebenen unter der Erde. Der Österreicher Hans Hollein gewann den Architekturwettbewerb, sein Projekt wurde realisiert. Mit den Bauarbeiten wurde 1997 begonnen. Die Eröffnung des Wissenschafts- und Freizeitparks, dessen Errichtung 110 Millionen Euro kostete, fand am 20. Februar 2002 statt.